# Abdul Sabúr Faríd Kúhestání
Abdul Sabúr Faríd Kúhestání (1952 – 3. května 2007 Kábul) byl afghánským konzervativním politikem. Od 6. července do 15. srpna 1992 zastával úřad afghánského premiéra. Byl prvním premiérem Islámského státu Afghánistán, který nahradil prosovětskou Afghánskou demokratickou republiku.
Kúhestání byl premiérem v době chaotické občanské války, která vzplála v zemi mezi různými bojovými skupinami po odchodu sovětských jednotek. Byl členem radikální islamistické strany Hezb-e Islámí vedené Gulbuddínem Hekmatjárem, stojící ve svých protizápadních postojích proti vládě prezidenta Hamída Karzáího. Předpokládá se, že Hezb-e Islámí spolupracuje s teroristickou organizací al-Káida.
Poslední léta byl členem senátu afghánského parlamentu za provincii Kápísá ležící na severovýchodě země. 3. května 2007 byl zastřelen neznámým atentátníkem před svým domem v Kábulu, když odcházel na modlitbu do mešity. Motivy činu nejsou známy.